# Viaggio interstellare

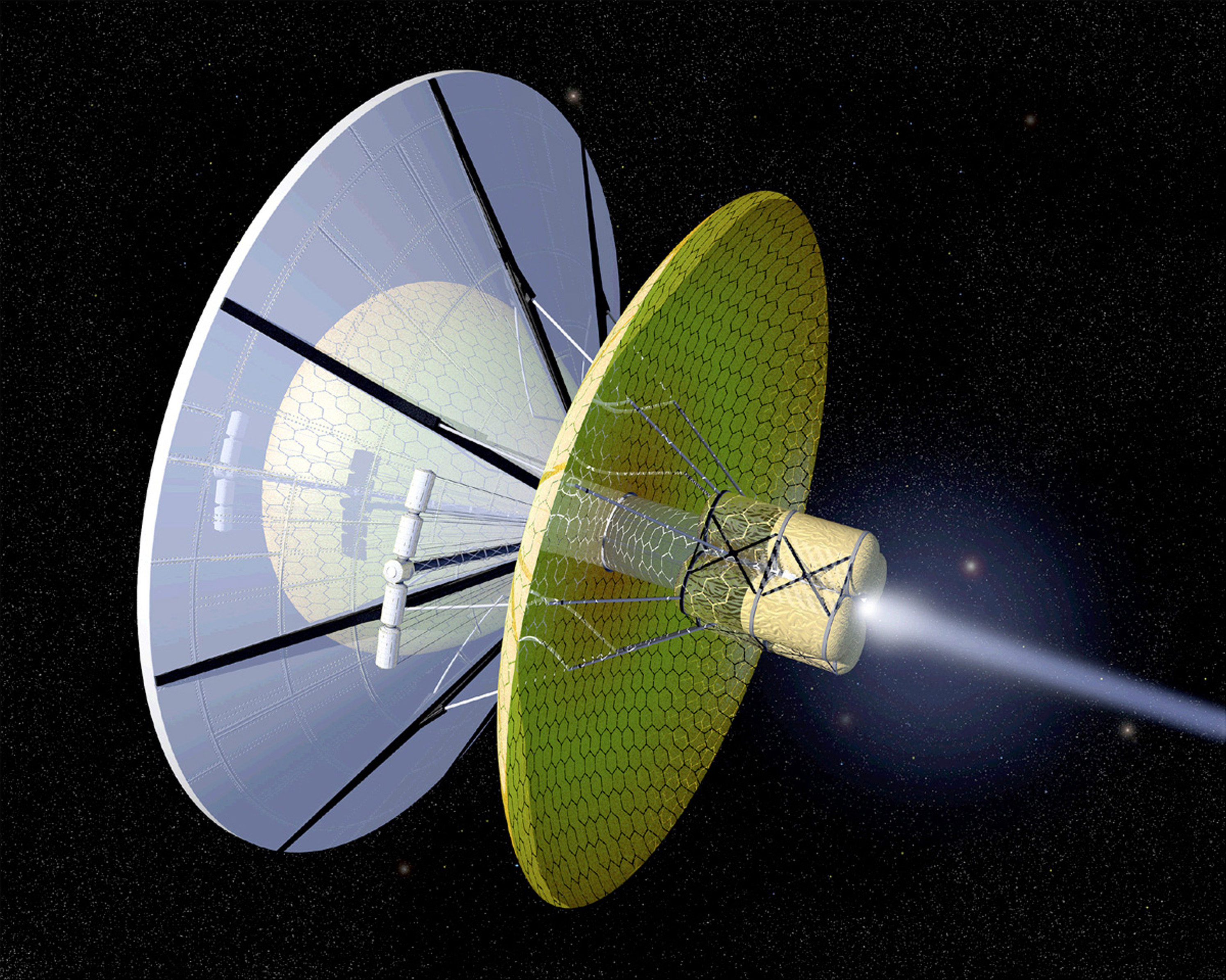
Il motore interstellare a collettore di Bussard è un metodo di propulsione spaziale che usa l'idrogeno del mezzo interstellare

Il viaggio interstellare è il viaggio – con o senza equipaggio – tra le stelle, come il nostro Sole, per raggiungere altri sistemi planetari (o sistemi stellari con pianeti) simili al nostro sistema solare.
La capacità di raggiungere altre stelle è frenata dalle enormi distanze. La tecnologia attualmente disponibile non permette di percorrere simili spazi in tempi inferiori ai cento anni.
L'idea di posare il piede su pianeti ad anni luce di distanza, viaggiando a bordo di un'astronave ha stuzzicato la fantasia di molti romanzieri di fantascienza, a cominciare dai pionieri del genere come Jules Verne passando per il filone della space opera, ma ha affascinato anche numerosi scienziati.
Per attraversare le enormi distanze interstellari sono state ipotizzate varie soluzioni.

## Missioni robotiche
Il problema principale dei viaggi interstellari usando le tecnologie attuali è il trasporto di carburante necessario per raggiungere velocità considerevoli.
Al 2018, quattro sonde hanno lasciato il sistema solare, Voyager 1, Voyager 2, Pioneer 10 e Pioneer 11 e per percorrere una distanza simile a quella della stella più vicina, Proxima Centauri, occorrerebbero circa 80.000 anni.

### Breakthrough Starshot
Breakthrough Starshot è un progetto annunciato da Juri Milner e Stephen Hawking per raggiungere Alfa Centauri con una minisonda robotica dotata di vela solare del peso di pochi grammi, spinta da una propulsore laser esterno alla sonda.

### NASA 2069
Un concetto simile è stato pensato dalla NASA; pur non avendo ancora le tecnologie disponibili, l'agenzia spaziale sta sviluppando un concetto per rendere il viaggio possibile per il 2069, scelto simbolicamente come centenario dello sbarco sulla Luna.

## Missioni umane

### Astronavi generazionali
Una nave generazionale è un ipotetico tipo di nave spaziale interstellare in grado di viaggiare a velocità variamente inferiori a quella della luce, e proprio per questo destinata ad ospitare generazioni di esseri umani, in vista di un viaggio che potrebbe durare secoli o anche migliaia d'anni. Le navi generazionali sono state descritte come immensi scafi in grado di mantenere in vita per secoli un equipaggio di migliaia di persone, mantenendo un ecosistema necessario alla produzione di aria respirabile e cibo. Allo stato attuale della tecnica è l'unico sistema teoricamente attuabile.

### Animazione sospesa
Per ridurre drasticamente la durata soggettiva del viaggio, ma anche il consumo di risorse a bordo, si è ipotizzato che l'equipaggio dell'astronave, o buona parte di esso, possa essere messo in uno stato di animazione sospesa (come l'ibernazione), utilizzando una tecnologia non ancora disponibile. L'astronave in questo caso verrebbe guidata da un sistema automatico (un sofisticato computer), oppure da una piccola parte dell'equipaggio in stato di veglia. A seconda della durata del viaggio, sarebbe possibile effettuare delle turnazioni.

### Invio di embrioni
La colonizzazione tramite embrioni è un concetto teorico che implica l'invio di una missione robotizzata su un pianeta abitabile di tipo terrestre trasportando embrioni umani surgelati, oppure trasportando mezzi tecnologici o biologici per creare in loco embrioni umani.
La proposta aggirerebbe o ridurrebbe alcuni seri problemi tecnologici presenti in altri concetti di colonizzazione interstellare. Contrariamente all'animazione sospesa, non richiede il "congelamento" - tecnicamente più impegnativo - di esseri umani pienamente sviluppati. Rispetto ad una nave generazionale, richiederebbe risorse notevolmente inferiori in termini di pura massa e di complessità nella costruzione del veicolo spaziale. Inoltre, gli embrioni potrebbero essere lanciati dalla Terra con sistemi alternativi, a buon mercato ma incompatibili con un equipaggio, come un cannone spaziale.
Oltre agli embrioni, la nave colonizzatrice deve trasportare una serie di sistemi automatici in grado di far maturare gli embrioni, fino a farli diventare organismi completi in grado di badare a loro stessi.

### Contrazione temporale
Ipotizzando di riuscire a costruire un sistema propulsivo in grado di portare il veicolo ad una velocità molto prossima a quella della luce si sperimenterebbe, secondo il meccanismo della dilatazione del tempo previsto dalla teoria della relatività, un effetto di rallentamento dello scorrere del tempo all'interno della nave. Questo permetterebbe all'equipaggio di effettuare un viaggio della durata di decine d'anni terrestri mentre a bordo dell'astronave trascorrerebbero solo pochi mesi o anni.
Questo concetto potrebbe portare ad ipotizzare anche viaggi oltre le distanze della nostra galassia. Ad esempio un viaggio fino ad una destinazione compresa nella nostra vicina galassia di Andromeda accelerato in modo da creare una gravità artificiale pari a quella gravità standard fino a metà del viaggio e parimenti decelerato da metà viaggio in poi, porterebbe la navicella a destinazione dopo un tempo relativo per la percezione di bordo pari a 28 anni.

### Tipi di propulsione
Per un viaggio interstellare a velocità inferiore a quella della luce si potrebbero impiegare razzi a fusione nucleare, che farebbero uso dell'energia generata da un reattore a fusione nucleare (come il collettore di Bussard) oppure della propulsione nucleare ad impulso, come l'astronave del Progetto Dedalo; quest'ultima potrebbe raggiungere circa il 10% della velocità della luce, per cui potrebbe arrivare solo alle stelle più vicine al Sole come Alpha Centauri.
I razzi a fotoni potrebbero raggiungere velocità molto prossime a quella della luce (dall'80% al 99,9%) e potrebbero arrivare più lontano, ma per il momento sono soltanto teorici.
Una possibilità per superare i limiti dei razzi a fotoni è costituita dalla propulsione di Alcubierre, un ipotetico sistema in grado di curvare lo spaziotempo e far compiere ad un veicolo spaziale un viaggio globalmente più veloce della luce, pur non superando localmente tale velocità, cosa vietata dalla teoria della relatività generale. In teoria ciò risulterebbe fattibile, ma in pratica ci sarebbero fortissime difficoltà, dato che ciò implicherebbe la generazione di un campo di densità di energia negativa e non si sa come si potrebbe realizzarlo. È stato ipotizzato l'impiego di materia esotica con determinate proprietà, ma se questo tipo di materia esotica non esistesse, non sarebbe possibile costruire un veicolo spaziale con questo tipo di propulsione.